# Rott (Inn, Neuhaus am Inn)
Die Rott ist ein 111 km langer Fluss in Niederbayern und auf einem oberen Abschnitt auch Oberbayern. Nach einem im Wesentlichen östlichen Verlauf mündet sie bei Weihmörting (Neuhaus am Inn) im Landkreis Passau und gegenüber der oberösterreichischen Stadt Schärding mit einer mittleren Wasserführung von 10,7 m³/s von links in den unteren Inn.

## Etymologie
Die Urkundenformen des Flussnamens, „ad Rota“ (769) und „flumen qui dictur Rota“ (773), sowie die mundartliche Form Roud verweisen auf ein Etymon „Rotaha“, was so viel wie „roter Bach“ bedeutet.

## Geographie

### Verlauf
Die Rott entsteht bei Müllerthann in der Gemeinde Wurmsham im Landkreis Landshut auf etwa 472 m ü. NN in einem kleinen bewaldeten Sumpf und läuft ihr erstes halbes Dutzend an Kilometern ungefähr südöstlich, wobei sie bald über die Gemeindegrenze in den Landkreis Mühldorf am Inn wechselt.
Bei Oberbergkirchen nimmt sie dann den ersten nicht ganz kleinen Zufluss Ritzinger Bach auf und fließt dann eher in dessen Zuflussrichtung ostnordöstlich. Sie durchquert dabei die Stadt Neumarkt-Sankt Veit, wonach sie gegen die untere Kreisgrenze zu immer östlicher läuft. Nach dem Übertritt in den Landkreis Rottal-Inn mündet bald bei Markt Massing aus dem Nordwesten die Bina, weiter ost- und abwärts dann in der Stadt Eggenfelden von Südwesten der Geratskirchner Bach. Etwas vor der Kreisstadt Pfarrkirchen durchläuft sie bei Postmünster den Rottauensee. Nach dem Siedlungsbereich der Stadt läuft wiederum von Südwesten der Grasenseer Bach zu und bald darauf mündet eben schon auf der Gemarkung von Markt Bad Birnbach in etwa selber Laufrichtung der Altbach.
Weiter abwärts läuft die Rott in den südlichen Landkreis Passau ein und passiert dort Pocking auf ihrer Rechten und dann den Markt Ruhstorf an der Rott auf der anderen Seite. Auf ihren letzten drei Kilometern Lauf mündet der Sulzbach, der unterste ihrer größeren Zuflüsse. Bei Weihmörting, just oberhalb von Neuhaus am Inn am bayerischen Ufer und gegenüber der oberösterreichischen Stadt Schärding, mündet sie dann nur 16 km oberhalb von dessen eigener Mündung in die Donau von links in den Inn.
Die Rott entspringt auf etwa 472 m ü. NN, hat eine Länge von etwa 111,4 km und mündet auf etwa 301 m ü. NN, womit sie ein mittleres Gefälle von rund 1,5 ‰ hat.
Von der Quelle bis zur Bezirksgrenze bei Massing ist die Rott ein Gewässer III. Ordnung, danach ein Gewässer II. Ordnung, von der Einmündung der Bina bis zur Mündung in den Inn schließlich ein Gewässer I. Ordnung.

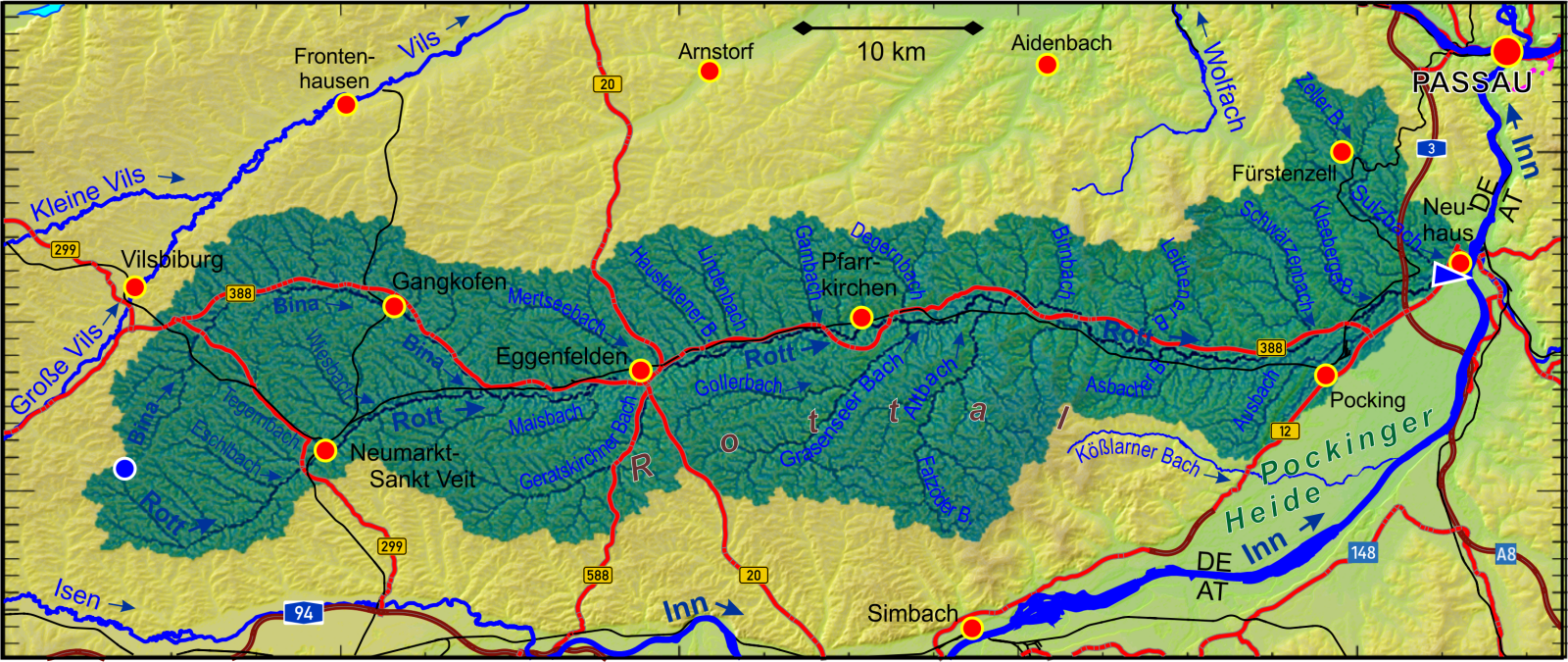
Einzugsgebiet der Rott (Inn)

### Einzugsgebiet
Die Rott entwässert 1200 km² in Ober- und vor allem Niederbayern in östlicher Richtung zum Inn. Ihr Einzugsgebiet erstreckt sich ostwärts etwa 83 km weit etwa von der Quelle des Ritzinger Bach bei Wurmsham bis zur Mündung; quer dazu ist es maximal 19 km breit. Es grenzt im Nordwesten und Norden an das der zur Donau laufenden Vils, im Nordosten fließen jenseits seiner Grenze die kleinere Wolfach und einige Bäche zur Donau, zuletzt auch zum aufnehmenden Inn. Von der Mündung im Osten über den Südosten bis über den mittleren Süden laufen etliche kleine bis sehr kleine Bäche dem hier nahe parallel laufenden Inn zu, der größte davon ist der Kößlarner Bach. Im Südwesten konkurriert nahe und etwa parallel die Isen zum Inn.

### Zuflüsse
Von der Quelle zur Mündung. Auswahl.
- Wimreither Graben, von rechts und Nordosten gegenüber Wurmsham-Seifriedswörth
Von hier an fließt die Rott südostwärts.
- Ritzinger Bach, von rechts und Westnordwesten bei Oberbergkirchen-Egglham, 5,6 km und 7,1 km²
auf ostnordöstlichen Lauf.
- Weihergraben, von links und Nordwesten bei Oberbergkirchen-Geiselharting, 3,6 km und 3,8 km²
- Wieslinger Bach, von links und Nordwesten bei Schönberg-Höhfurth, 6,0 km und 7,7 km²
- Elsenbach, von links und Nordwesten bei Schönberg-Groislmühl, 5,4 km und 7,6 km²
- Eschlbach, von links und Westnordwesten nach Schönberg-Winklmühl, 8,3 km und 15,7 km²
- Bucher Graben, von rechts und Südwesten nach Schönberg-Winklmühl, 4,6 km und 3,6 km²
- Teisinger Bach, von links und Nordwesten bei Neumarkt-Sankt Veit-Furth, 6,3 km und 9,7 km²
- Straßergraben, von rechts und Südosten bei Neumarkt-Sankt Veit-Bubing, 0,9 km und 0,6 km²
- Schermergraben, von rechts und Südsüdwesten in Neumarkt-Sankt Veit, 1,2 km und 1,1 km²
- Tegernbach, von links und Nordwesten in Neumarkt-Sankt Veit, 8,5 km und 23,1 km²
- Elsenbach, von links und Nordwesten bei Neumarkt-Sankt Veit-Rott, 5,8 km und 6,3 km²
- Wiesbach, von links und Nordwesten bei Neumarkt-Sankt Veit-Hörbering, 8,0 km mit rechtem Oberlauf Jesenkofer Graben und 22,6 km²
- Thalhamer Graben, von rechts und Süden in Neumarkt-Sankt Veit-Hörbering, 3,0 km und 4,9 km²
- Weihbach, von links und Nordnordwesten bei Neumarkt-Sankt Veit-Grafing
Von hier an fließt die Rott ostwärts.
- Steinbüchlbach, von links und Nordwesten vor Massing, 4,5 km und 5,4 km²
- Rieglbach, von links und Nordwesten in Massing, 5,5 km und 3,4 km²
- (Abgang und Rücklauf eines Flutkanals), nach und von links von Massing bis Massing-Rottenwöhr, 0,6 km und 1,7 km²
- Bina, von links und (in einem Bogen nach Norden) Westen bei Rottenwöhr, 32,0 km und 144,6 km²
- Altbina, von links und Westnordwesten vor Massing-Oberdietfurt, 1,9 km und 2,0 km²; ist linker Abzweig der Bina bei Massing-Hochholding
- Roßbach, von rechts zuletzt in einem kurzen Stück Rott-Altwasser zwischen Ober- und Unterdietfurt, 8,9 km und 16,5 km²
- Mainbach, von links und Nordnordwesten bei Unterdietfurt-Furthmühle, 4,7 km und 5,5 km²
- → (Abgang eines begradigten linken Flussarms), nach links nach Unterdietfurt-Vordersarling
- Riegelbach, von links und Westnordwesten bei Vordersarling in den linken Flussarm
- Schwarzach, von links und Nordwesten bei Unterdietfurt-Huldsessen in den linken Flussarm
- Maisbach, von rechts und Westsüdwesten bei Eggenfelden-Fraunhofen in einen Mühlkanal neben dem rechten Flussarm
- Waldbach, von rechts und Nordwesten gegenüber Eggenfelden-Zainach in den linken Flussarm, 5,9 km und 8,0 km²
- × Der rechte Flussarm unterdükert den linken bei Eggenfelden-Weilberg-Siedlung
- Pollersbach, von links und Westnordwesten in Eggenfelden in den (nunmehrigen) linken Flussarm
- ← (Rücklauf des begradigten, nunmehr rechten Flussarms), von rechts bei Eggenfelden-Mitterhof
- Geratskirchner Bach, von rechts und Westsüdwesten in Eggenfelden, 22,6 km und 76,4 km²
- Grasenseer Bach, von rechts und Westsüdwesten bei Pfarrkirchen-Untergrasensee, 21,3 km und 92,4 km²
- Altbach, von rechts und Süden bei Triftern-Anzenkirchen, 14,2 km mit dem linken Oberlauf Fatzöder Bach und 86,1 km²
- Sulzbach, von links und Nordwesten bei Neuhaus am Inn, 21,0 km mit den Namensabschnitten Holzbach → Zellerbach → Sulzbach und 60,3 km²
- Ausbach, von rechts und Südwesten bei Weihmörting (Neuhaus am Inn), 22,6 km mit den Namensabschnitten Kojmühlerbach → Ausbach und 52,8 km²
- (Zufluss aus der Kapuzinerau), von rechts und Süden kurz vor der Rott-Mündung, 1,2 km und 0,7 km²

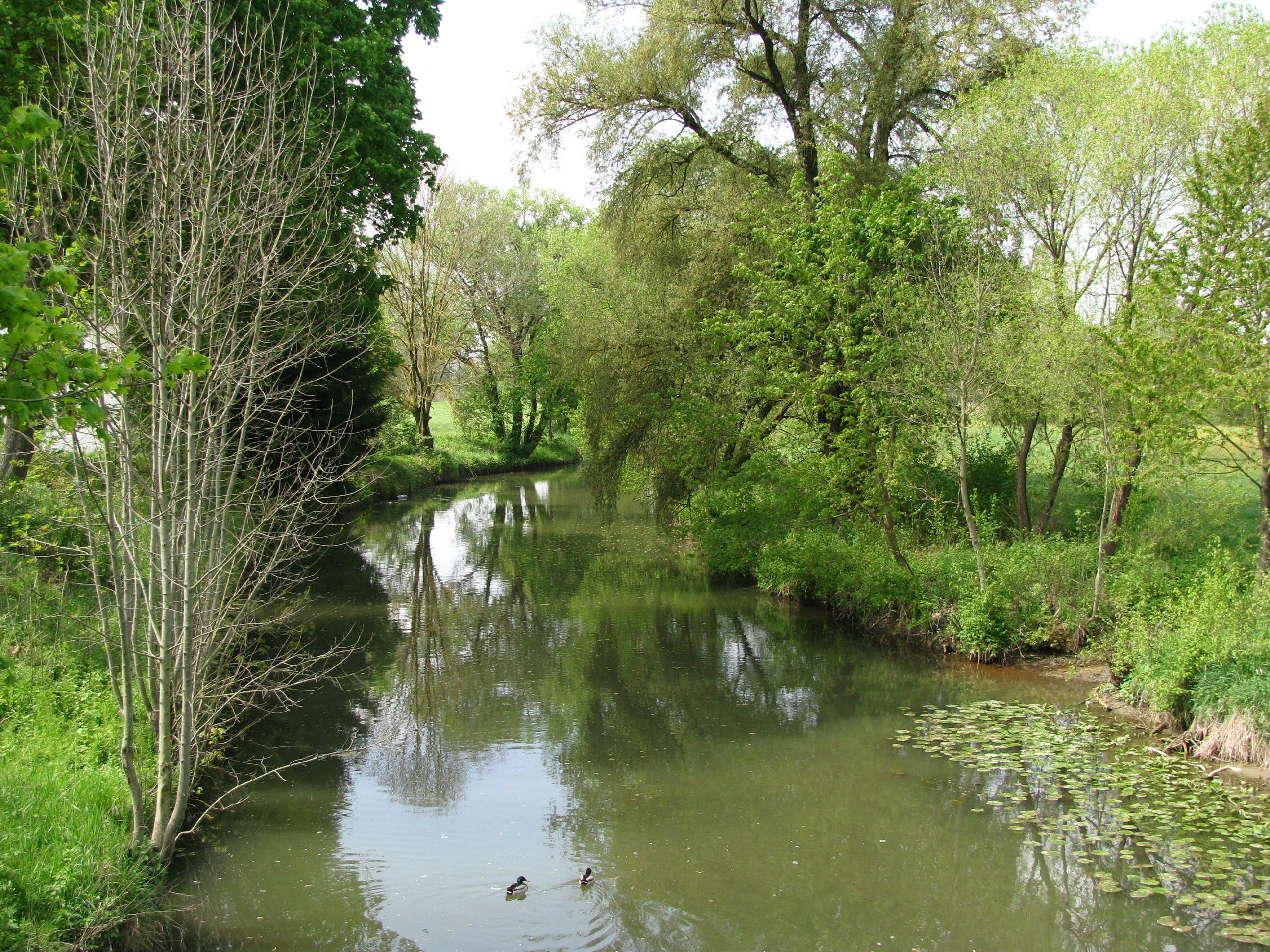
Die Rott bei Massing
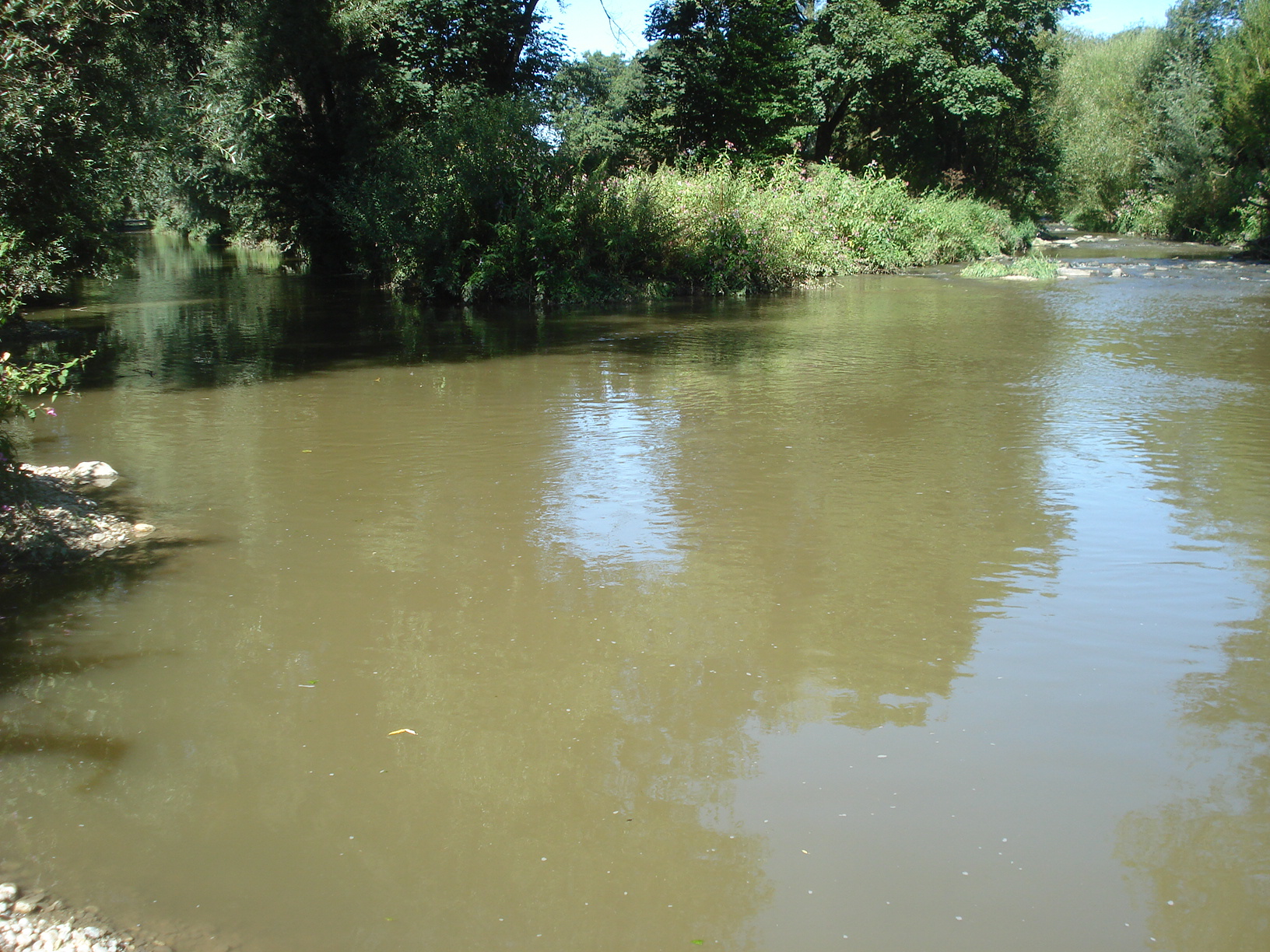
Die Bina (rechts) mündet in die Rott
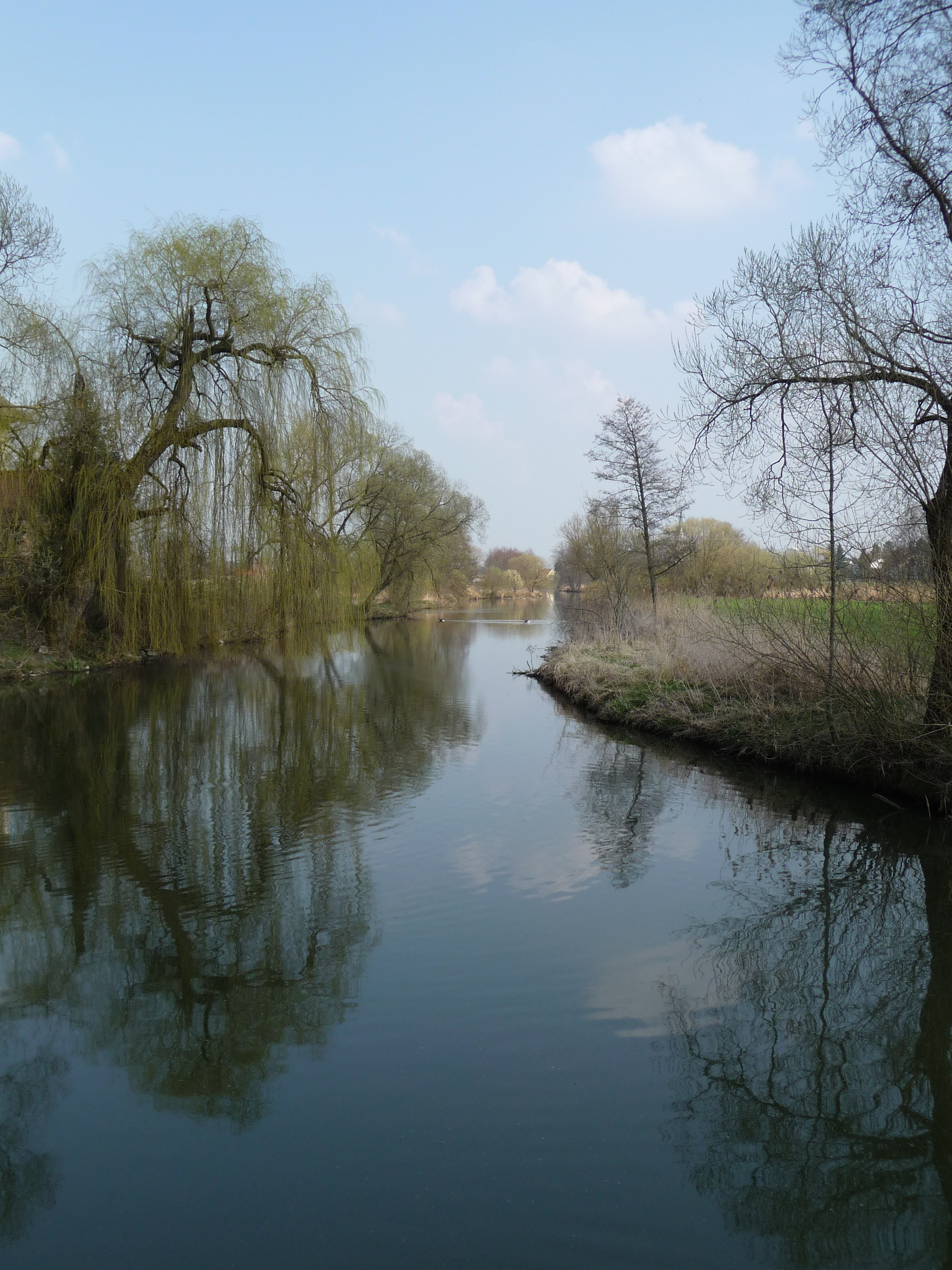
Die Rott bei Oberdietfurt
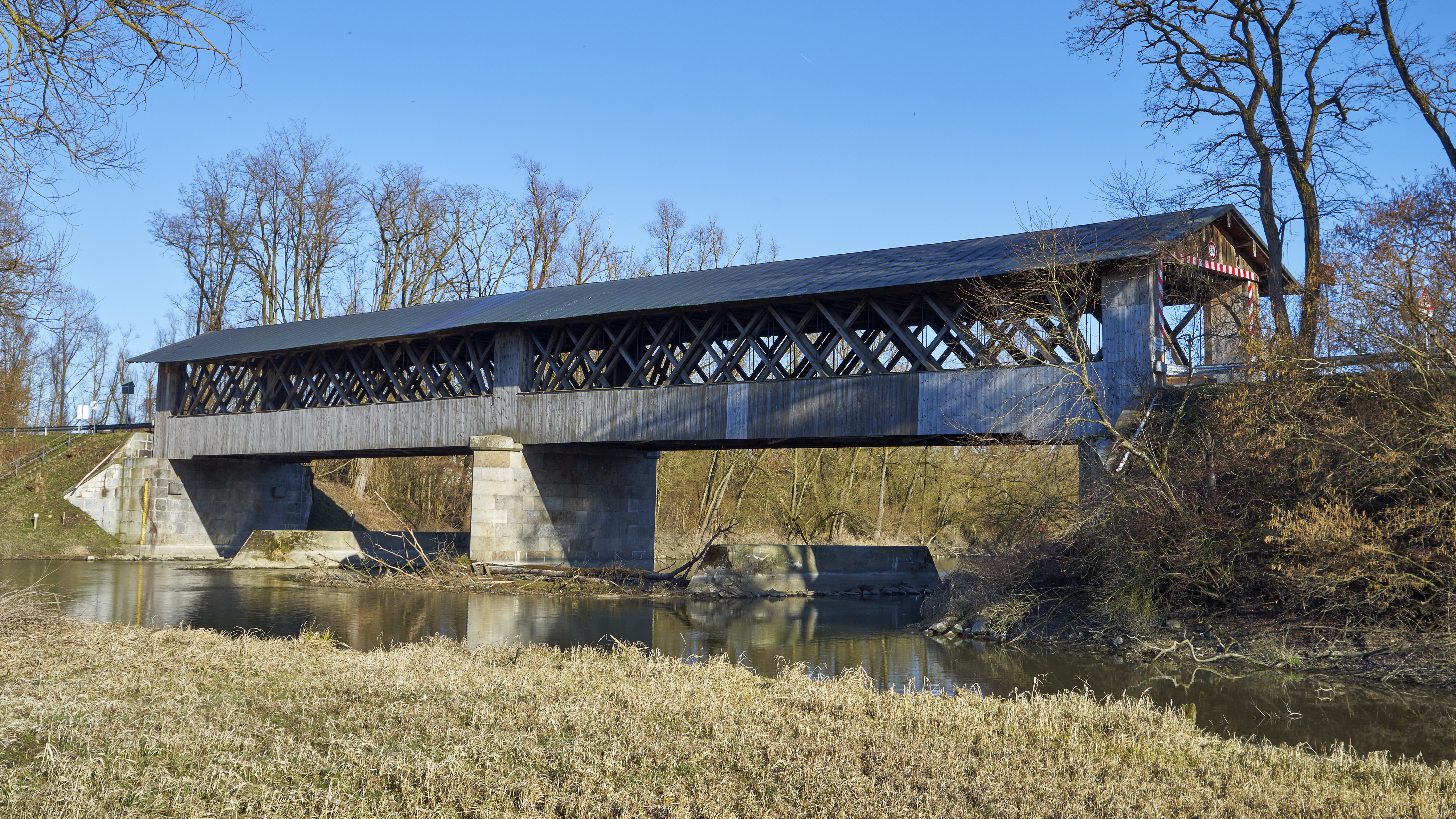
denkmalgeschützte Rottbrücke bei Neuhaus am Inn

### Anliegergemeinden
in der Reihenfolge der Erstberührung.
- Regierungsbezirk Niederbayern
  - Landkreis Landshut
    - Gemeinde Wurmsham
- Regierungsbezirk Oberbayern
  - Landkreis Mühldorf am Inn
    - Gemeinde Oberbergkirchen
    - Gemeinde Schönberg
    - Gemeinde Lohkirchen
    - Stadt Neumarkt-Sankt Veit (Hauptort am Fluss)
- Regierungsbezirk Niederbayern
  - Landkreis Rottal-Inn
    - Markt Massing (Hauptort am Fluss)
    - Gemeinde Unterdietfurt (Hauptort am Fluss)
    - Stadt Eggenfelden (Hauptort am Fluss)
    - Gemeinde Hebertsfelden (Hauptort am Fluss)
    - Gemeinde Postmünster (Hauptort am Fluss)
    - Stadt Pfarrkirchen (Hauptort am Fluss)
    - Markt Bad Birnbach
    - Markt Triftern
    - Gemeinde Bayerbach (Hauptort am Fluss)

  - Landkreis Passau
    - Markt Rotthalmünster
    - Stadt Bad Griesbach im Rottal
    - Gemeinde Tettenweis
    - Stadt Pocking
    - Markt Ruhstorf an der Rott (Hauptort am Fluss)
    - Gemeinde Neuhaus a.Inn

## Hochwasser
In früheren Zeiten führten die Rott-Hochwässer zu großen Schäden, etwa im Jahre 1954. Deshalb wurde bei Postmünster ein Rückhaltebecken angelegt, in dem sie bei Normalfüllung zum über 50 ha großen Rottauensee aufgestaut ist, im Hochwasserrückhalt kann es bis zu 3 km² bedecken.
Aktuelle Wasserstände:
- Pegel der Rott bei Kinning
- Pegel der Rott bei Postmünster
- Pegel der Rott bei Birnbach
- Pegel der Rott bei Ruhstorf